# CD99
CD99 (synonym MIC2) ist ein Oberflächenprotein aus der Gruppe der Transportproteine.

## Eigenschaften
CD99 ist an der Zellmigration und Zelladhäsion von T-Zellen beteiligt. Weiterhin dient es dem Transport von Gangliosid GM1 und am Caspase-unabhängigen Zelltod von T-Zellen. Vermutlich ist CD99 an der Veränderung des Aktin-Zytoskeletts beteiligt. CD99 ist ein Tumorsuppressor in Osteosarkomen. CD99 ist glykosyliert und phosphoryliert. CD99 hemmt die Bindung an Integrin β-1 und somit die Bindung an die extrazelluläre Matrix.